# Loch nan Geireann
Loch nan Geireann ist ein Süßwassersee auf der schottischen Hebrideninsel North Uist. Historisch gehörte er zur traditionellen Grafschaft Inverness-shire.

## Beschreibung
Der See liegt im Nordosten von North Uist auf einer Höhe von sechs Metern über dem Meeresspiegel. In einer äußerst dünn besiedelten Region gelegen, sind die Ufer von Loch nan Geireann unbesiedelt. Jeweils drei Kilometer nordwestlich beziehungsweise nordöstlich befinden sich die Weiler Grenitote beziehungsweise Trumisgarry. Die A865 verläuft entlang der Nordküste des Sees und erschließt ihn. Der Loch Fada liegt in dem von zahlreichen Seen durchzogenen Nordosten der Insel. Östlich befindet sich der Loch Fada, während der größere Loch Scadavay südlich gelegen ist.
Der stark unregelmäßig geformte Loch nan Geireann weist eine maximale Länge von 3,23 Kilometern bei einer maximalen Breite von 1,37 Kilometern auf, woraus sich eine Seefläche von 166 Hektar und ein Umfang von 21 Kilometern ergeben. Bei einer maximalen Tiefe von 5,5 Metern und einer mittleren Tiefe von 1,9 Metern ergibt sich ein Volumen von rund 3,16 Mio. Kubikmetern. Sein Einzugsgebiet umfasst 1700 Hektar und erstreckt sich vornehmlich nach Westen bis vor den Weiler Malaclate. Es besteht zu etwa 78 % aus Moorland und 11 % Wasserflächen. Verschiedene Bäche speisen den Loch an Geireann. Von seinem Nordufer fließt ein kurzer Bach ab, der gegenüber der Gezeiteninsel Oronsay in eine Bucht des Atlantiks entwässert. Am Südostufer bietet ein Kanal auch die Entwässerung über den Loch Fada in die Schottische See.
Auf einer kleinen Inseln in Loch nan Geireann finden sich die Reste einer neolithischen Siedlung. Sie wurde mehrfach archäologisch befundet und Artefakte an Museen übergeben. Auf einer weiteren Insel finden sich die Reste eines Duns. Östlich zeugt ein denkmalgeschützter Cairn von der historischen Besiedlung der Region.